# Illa Suárez

Mapa del municipi de Guajará-Mirim de l'estat brasiler de Rondônia.

L'Illa Suárez (en brasiler: Ilha de Guajará-Mirim; en bolivià: Isla Suárez) és una illa fluvial ubicada a la confluència del riu Mamoré, entre la frontera de Bolívia i el Brasil.
La frontera entre Bolívia i Brasil es va establir el 1867, mitjançant el tractat d'Ayacucho, confirmat pel tractat de Petrópolis el 1903. L'illa que es troba al Riu Mamoré es disputa entre Bolívia i Brasil des dels anys trenta quan la Bolívia va reivindicar l'illa per estar més a prop del país i el Brasil va rebutjar. I encara avui no té la solució per a la possessió territorial i roman sota administració boliviana.